# Station Melle (België)
Station Melle is een spoorwegstation op spoorlijn 50 (Brussel - Gent) in Melle, deelgemeente van Merelbeke-Melle. Het is tegenwoordig een stopplaats. Van hier vertrekt ook spoorlijn 122 (Melle - Geraardsbergen). Ook de spoorlijn 53 (Gent-Mechelen) gaat langs hier voorbij. Het ligt tussen de stations Kwatrecht en Merelbeke, die respectievelijk voor 90% en voor 75% gebouwd werden op grondgebied Melle. 
Het station zou in 1853 door de Staatsspoorwegen gebouwd zijn ter vervanging van een ouder bureaugebouwtje dat reeds in 1848 werd vermeld. Nadien volgden nog een reeks aanpassingen en een uitbreiding in 1886. In 1950 werd het gebouw uitgebreid met een fietsenstalling. In 2004 werd het station van Melle geklasseerd als waardevol historisch monument op voorspraak van de Koninklijke Provinciale Commissie voor Monumenten op voorstel van initiatiefnemer Léon-Bernard Giot. België was de eerste staat die spoorlijnen aanlegde in 1835, dankzij Koning Leopold I. Melle lag langs de derde aangelegde hoofdlijn: Mechelen-Gent (na Brussel en Antwerpen), die geopend werd in 1837. De stopplaats Melle wordt voor het eerst vermeld in de dienstregeling ingaande op 1 mei 1840. Mogelijk werd er toen of enige tijd later een voorlopig, houten gebouw opgericht. Het huidige stationsgebouw stond sinds de sluiting in 2004 te verkommeren, maar staat sinds begin 2019 in de steigers voor een totale renovatie door de nieuwe privé-eigenaar.
In 2001 startte Léon-Bernard Giot een petitie met een hele waslijst aan vragen en eisen aan de NMBS, die sinds begin 2019,  na bijna 20 jaar worden uitgevoerd, waaronder onder andere een verhoging van de perrons, meer stoptreinen, rechtstreekse toegangen tot beide perrons vanuit de Kruisstraat en de Lindestraat, voldoende wachthuisjes om te kunnen schuilen en een aangepaste helling voor rolstoelpassagiers.
Beide perrons bestonden vroeger uit grind, wat problemen opleverde als het regende. In 2016 werd perron 1 verhoogd en heraangelegd en werden er nieuwe wachthuisjes geplaatst. In 2018 is men dan gestart met de heraanleg van het tweede perron. Tijdens de werken aan de perrons is deze tunnel ook aangepakt, waardoor deze nu binnenkort ook toegankelijk zal worden vanaf de Kruisstraat.
Medio 2009 is voor het stationsgebouw een nieuw fietsenrek geplaatst (niet zichtbaar op de foto's in dit artikel).
In april 2014 is er ook een nieuw talud opgetrokken en is de helling vernieuwd.

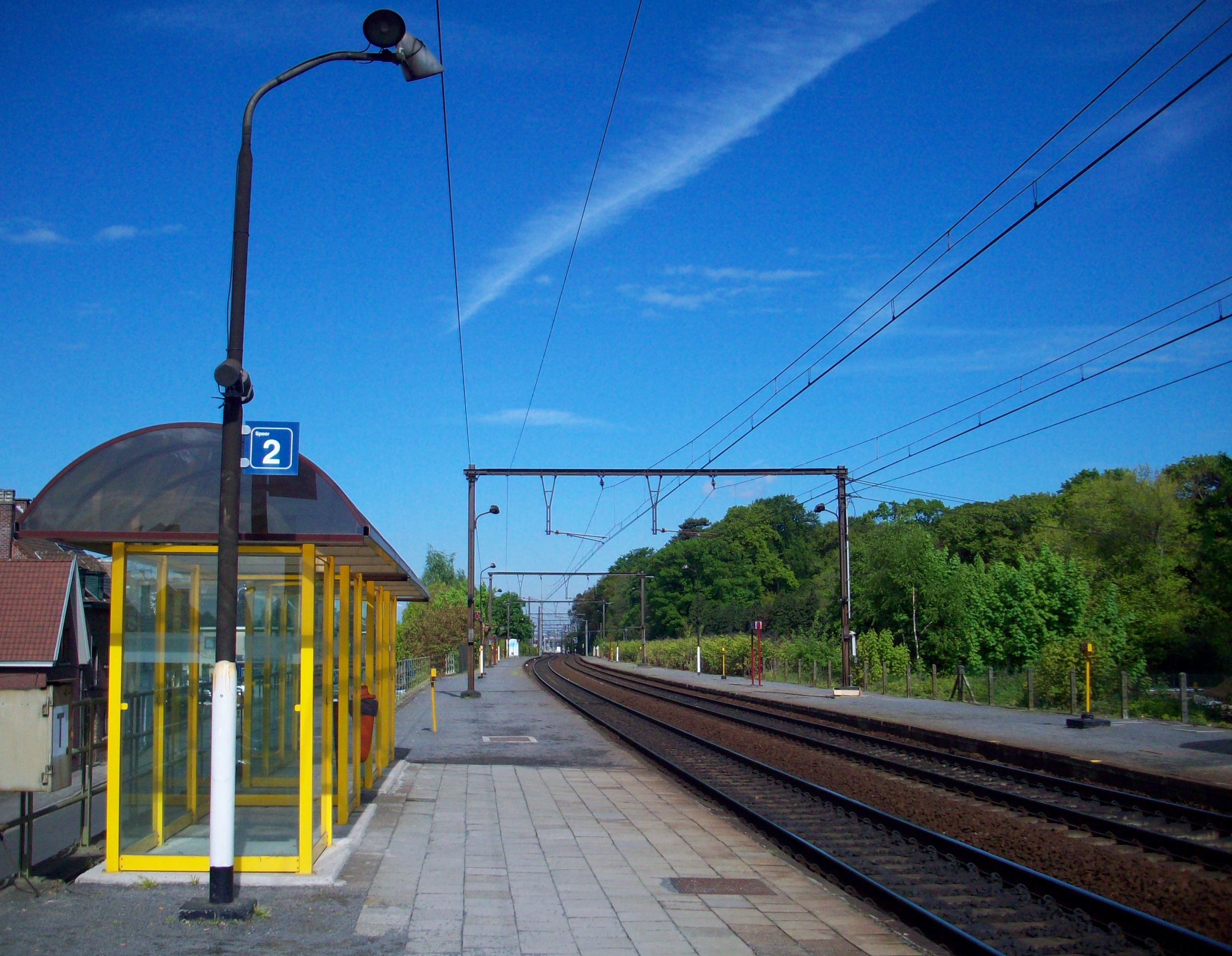
Zicht op perron 2
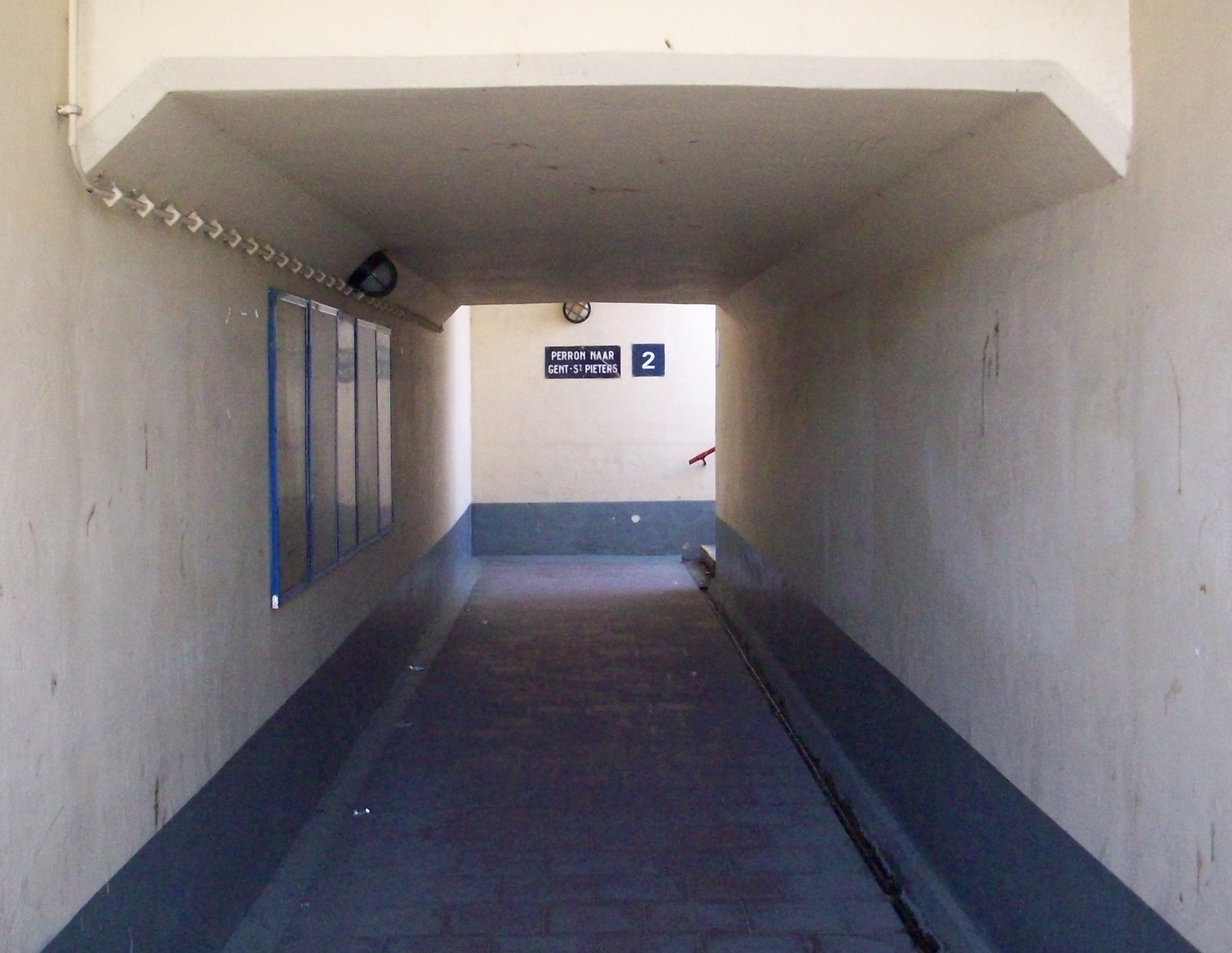
Verbindingsgang onder de sporen
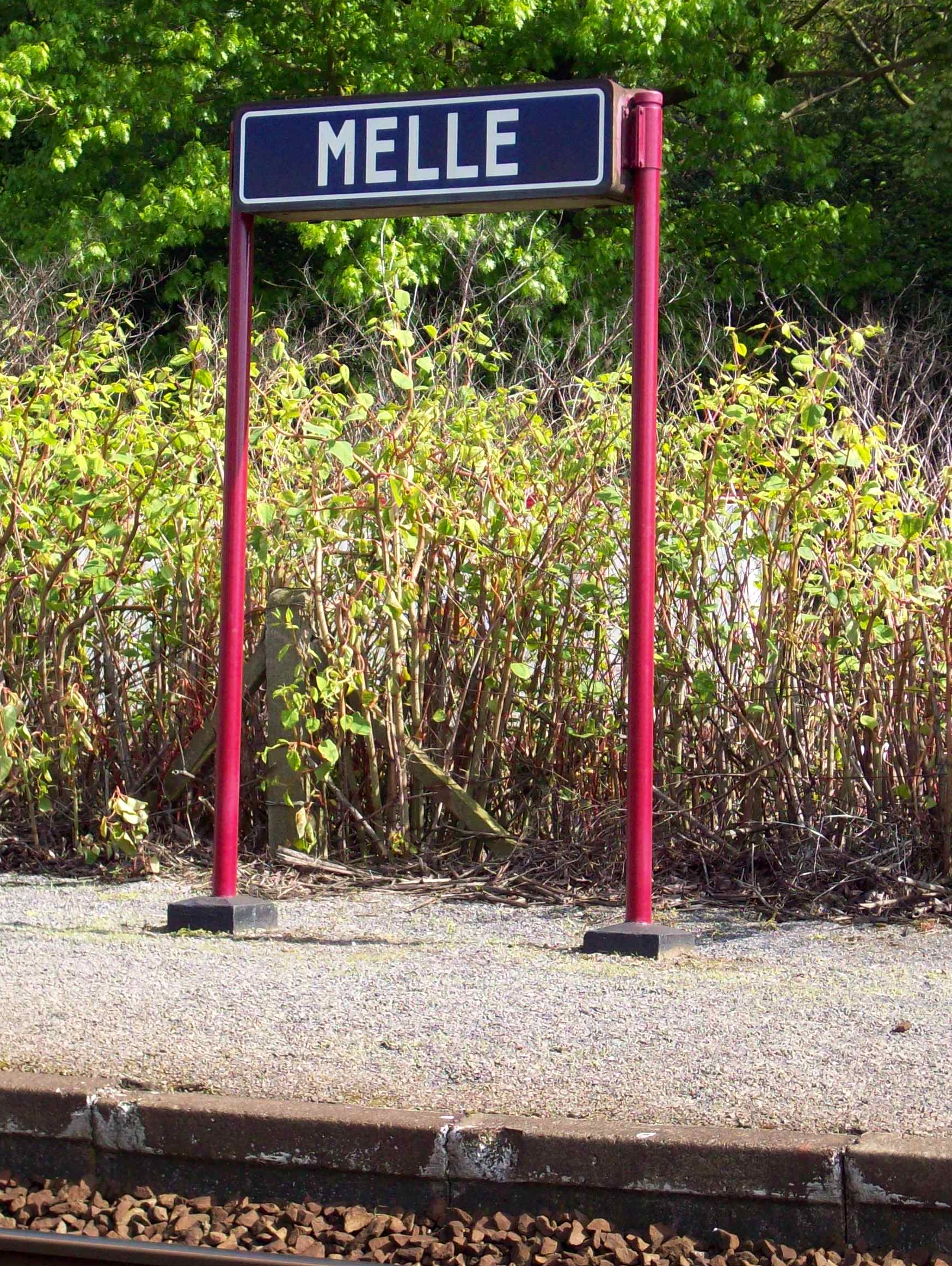
Naambord station Melle
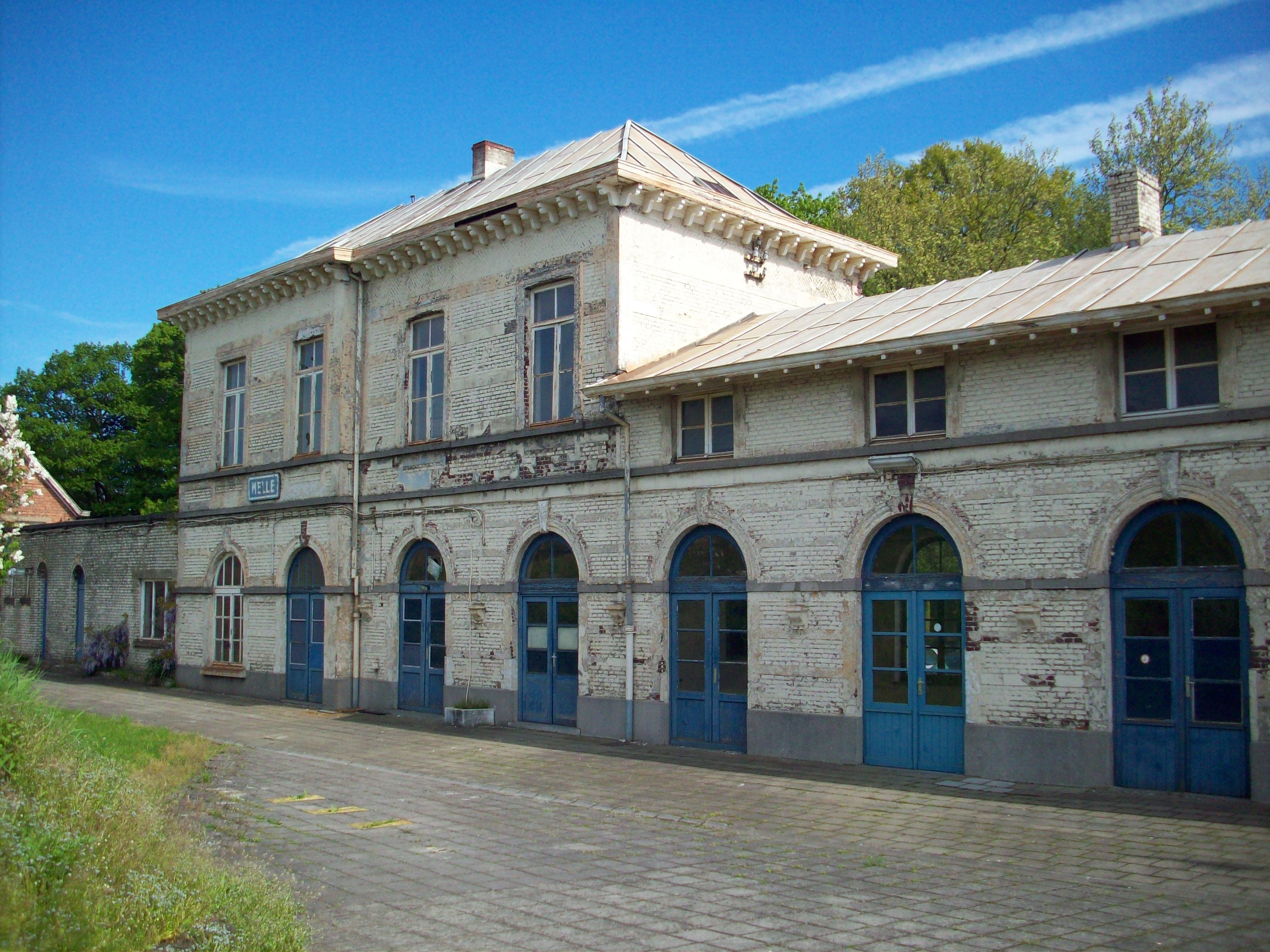
Het stationsgebouw

## Treindienst
| Serie       | Treinsoort          | Route                                                                                                   | Bijzonderheden |
| ----------- | ------------------- | --- | --- |
| IC 20       | Intercity (NMBS)    | Gent-Sint-Pieters – Melle – Aalst – Brussel-Zuid – [ Hasselt – Tongeren ] / [ Dendermonde – Lokeren ]   | Rijdt in het weekend Gent-Sint-Pieters - Lokeren.                                                                                                |
| L 550       | L-trein (NMBS)      | Mechelen – Dendermonde – Melle – Gent-Sint-Pieters – Brugge – [ Zeebrugge-Strand ] / [ Zeebrugge-Dorp ] | Rijdt in het weekend tussen Zeebrugge-Strand - Gent-Sint-Pieters. Rijdt enkel in juli en augustus in de week tussen Zeebrugge-Strand - Mechelen. |
| S 52        | S-trein Gent (NMBS) | Gent-Sint-Pieters – Melle – Zottegem – Geraardsbergen                                                   | |
| P 7010/8010 | Piekuurtrein (NMBS) | Gent-Sint-Pieters – Melle – Aalst – Brussel-Zuid – Schaarbeek                                           | Rijdt alleen op werkdagen. |
| P 7013/8013 | Piekuurtrein (NMBS) | Sint-Niklaas – Gent-Dampoort – Melle – Brussel-Zuid – Schaarbeek                                        | Rijdt alleen op werkdagen. |
| P 7960/8960 | Piekuurtrein (NMBS) | Geraardsbergen – Zottegem – Melle – Gent-Sint-Pieters                                                   | Rijdt alleen op werkdagen. |

## Reizigerstellingen
De grafiek en tabel geven het gemiddeld aantal instappende reizigers weer op een week-, zater- en zondag.
| Tabel: aantal instappende reizigers station Melle | Tabel: aantal instappende reizigers station Melle | Tabel: aantal instappende reizigers station Melle | Tabel: aantal instappende reizigers station Melle |
|                                                   | Weekdag                                           | Zaterdag                                          | Zondag                                            |
| ------------------------------------------------- | ------------------------------------------------- | ------------------------------------------------- | ------------------------------------------------- |
| 1977                                              | 690                                               | 209                                               | 200                                               |
| 1978                                              | 532                                               | 114                                               | 107                                               |
| 1979                                              | 573                                               | 126                                               | 114                                               |
| 1980                                              | 569                                               | 122                                               | 142                                               |
| 1981                                              | 571                                               | 141                                               | 107                                               |
| 1982                                              | 606                                               | 173                                               | 148                                               |
| 1983                                              | 573                                               | 147                                               | 85                                                |
| 1984                                              | 544                                               | 129                                               | 109                                               |
| 1985                                              | 500                                               | 123                                               | 120                                               |
| 1986                                              | 403                                               | 159                                               | 89                                                |
| 1987                                              | 404                                               | 109                                               | 98                                                |
| 1988                                              | 435                                               | 125                                               | 109                                               |
| 1989                                              | 485                                               | 96                                                | 72                                                |
| 1990                                              | 413                                               | 111                                               | 103                                               |
| 1991                                              | 545                                               | 116                                               | 102                                               |
| 1992                                              | 465                                               | 108                                               | 113                                               |
| 1993                                              | 384                                               | 129                                               | 68                                                |
| 1994                                              | 472                                               | 122                                               | 117                                               |
| 1995                                              | 410                                               | 89                                                | 103                                               |
| 1996                                              | 419                                               | 96                                                | 114                                               |
| 1997                                              | 482                                               | 88                                                | 65                                                |
| 1998                                              | 555                                               | 90                                                | 4                                                 |
| 1999                                              | 439                                               | 95                                                | 66                                                |
| 2000                                              | 518                                               | 78                                                | 69                                                |
| 2001                                              | 522                                               | 126                                               | 79                                                |
| 2002                                              | 483                                               | 87                                                | 46                                                |
| 2003                                              | 528                                               | 126                                               | 76                                                |
| 2004                                              | 545                                               | 122                                               | 72                                                |
| 2005                                              | 551                                               | 127                                               | 105                                               |
| 2006                                              | 674                                               | 142                                               | 138                                               |
| 2007                                              | 757                                               | 142                                               | 147                                               |
| 2008                                              | -                                                 | -                                                 | -                                                 |
| 2009                                              | 768                                               | 153                                               | 111                                               |
| 2010                                              | -                                                 | -                                                 | -                                                 |
| 2011                                              | -                                                 | -                                                 | -                                                 |
| 2012                                              | 807                                               | 187                                               | 117                                               |
| 2013                                              | 754                                               | 154                                               | 110                                               |
| 2014                                              | 851                                               | 139                                               | 106                                               |
| 2015                                              | 821                                               | 120                                               | 103                                               |
| 2016                                              | 752                                               | 172                                               | 144                                               |
| 2017                                              | 894                                               | 221                                               | 164                                               |
| 2018                                              | 900                                               | 186                                               | 159                                               |
| 2019                                              | 898                                               | 201                                               | 164                                               |
| 2020                                              | 592                                               | 114                                               | 131                                               |
| 2021                                              | -                                                 | -                                                 | -                                                 |
| 2022                                              | 868                                               | 338                                               | 275                                               |
| 2023                                              | 890                                               | 818                                               | 588                                               |
| 2024                                              | 949                                               | 496                                               | 470                                               |

0,0: Brussel-Noord ·
1,0: Koninklijk Station ·
2,4: Laken ·
3,2: Bockstael ·
4,1: Jette ·
7,6: Sint-Agatha-Berchem ·
8,9: Groot-Bijgaarden ·
11,0: Dilbeek ·
13,7: Sint-Martens-Bodegem ·
15,6: Ternat-Brusselsesteenweg ·
16,7: Ternat ·
20,3: Essene-Lombeek ·
21,9: Liedekerke ·
23,8: Denderleeuw ·
26,7: Erembodegem ·
29,7: Aalst ·
34,5: Lede ·
37,0: Serskamp ·
40,3: Schellebelle ·
43,1: Wetteren ·
46,9: Kwatrecht ·
49,5: Melle ·
52,6: Merelbeke ·
Ledeberg ·
55,6: Gent-Sint-Pieters
1,5: Gontrode ·
2,8: Landskouter ·
4,8: Moortsele ·
6,7: Scheldewindeke ·
8,9: Balegem-Dorp ·
11,8: Balegem-Zuid ·
15,4: Zottegem ·
18,4: Erwetegem ·
19,6: Sint-Maria-Oudenhove ·
22,0: Lierde ·
24,4: Hemelveerdegem ·
25,0: Gemeldorp ·
28,5: Geraardsbergen